# Hylaeus krebsianus
Hylaeus krebsianus är en biart som först beskrevs av Embrik Strand 1912.  Hylaeus krebsianus ingår i släktet citronbin, och familjen korttungebin. Inga underarter finns listade i Catalogue of Life.